# Calvin Johnson
Calvin Johnson (født 25. september 1985 i Tyrone, Georgia, USA) er en amerikansk footballspiller, der spiller i NFL som wide receiver for Detroit Lions. Han kom ind i ligaen før 2007-sæsonen og har for Lions lige siden. 